# Lessard-et-le-Chêne
Lessard-et-le-Chêne é uma comuna francesa na região administrativa da Normandia, no departamento Calvados. Estende-se por uma área de 10,35 km². Em 2010 a comuna tinha 159 habitantes (densidade: 15,4 hab./km²).